# Fällegölen
Fällegölen är en sjö i Uppvidinge kommun i Småland och ingår i Emåns huvudavrinningsområde.